# Gnaphalum
Gnaphalum este un gen de plante din familia Asteraceae, ordinul Asterales. După ultimele cercetări, planta a fost reîncadrată toxonomic sub numele de helichrystum.

## Răspândire
Planta crește în principal în regiunile temperate, deși unele varietăți sunt răspândite în munții tropicali sau în regiunile subtropicale ale lumii. Este răspândită pe toate continentele, deși este unanim acceptat faptul că in America de Nord și de Sud este o plantă aclimatizată.

## Caractere morfologice
- Tulpina

- Frunza

- Florile

- Semințele